# La noia
La noia (italienisch für „die Langeweile“) ist ein Lied der italienischen Sängerin Angelina Mango, das 2024 veröffentlicht wurde. Es gewann das Sanremo-Festival 2024 und war der italienische Beitrag zum Eurovision Song Contest 2024.

## Hintergrund
Angelina Mango, Tochter bekannter Musikereltern, hatte 2023 die Gesangskategorie der Castingshow Amici di Maria De Filippi gewonnen. Nach ersten Erfolgen wurde Mangos Teilnahme am Sanremo-Festival 2024 mit La noia bekanntgegeben, wo ihr schließlich vor Geolier und Annalisa der Sieg gelang. Im Anschluss wurde auch bestätigt, dass Mango mit dem Lied Italien beim Eurovision Song Contest 2024 vertreten würde. Für den Wettbewerb wurde La noia um wenige Sekunden gekürzt.
Am 3. Mai 2024 wurde eine italienisch-spanische Version des Liedes im Duett mit dem spanischen Sänger Álvaro de Luna veröffentlicht.
Als Teil der sogenannten „Big Five“ war Italien bereits für das Finale des Eurovision Song Contest qualifiziert, das am 11. Mai 2024 stattfand. Dort trat das Land auf dem 15. Startplatz an und erreichte mit 268 Punkten den 7. Platz. Bei den Jurys landete der Titel mit 164 Punkten sogar auf dem 4. Rang, während er beim Publikum mit 104 Punkten nur auf dem 7. Platz war.

## Inhalt
Im Text des Liedes, das die Sängerin zusammen mit der Rapperin Madame geschrieben hat, geht es um den Umgang mit Langeweile. Das Gefühl solle nicht bekämpft werden, sondern als wertvolle Zeit für einen selbst genutzt werden. Schwierige Momente können weggetanzt werden.

## Musik
Neben Angelina Mango und Madame war auch Produzent Dardust an der Komposition beteiligt. Der sommerliche Popsong hat einen charakteristischen Cumbia-Rhythmus.

## Musikvideo
Regie beim Musikvideo führte Giulio Rosati. Darin tritt die Sängerin als eine Art Medusa in Erscheinung.

## Kommerzieller Erfolg

### Chartplatzierungen
In der Woche des Sanremo-Festivals erreichte das Lied Platz vier der italienischen Singlecharts. Darüber hinaus erreichte es in derselben Woche Platz 11 der Schweizer Hitparade.
| ChartsChartplatzierungen | Höchstplatzierung | Wochen |
| ------------------------ | ----------------- | ------ |
| Italien (FIMI)           | 4 (30 Wo.)        | 30     |
| Österreich (Ö3)          | 57 (1 Wo.)        | 1      |
| Schweiz (IFPI)           | 11 (6 Wo.)        | 6      |

### Auszeichnungen für Musikverkäufe
| Land/Region    | Auszeichnungen für Musikverkäufe (Land/Region, Auszeichnung, Verkäufe) | Verkäufe |
| -------------- | ---------------------------------------------------------------------- | -------- |
| Italien (FIMI) | 3× Platin                                                              | 300.000  |
| Insgesamt      | 3× Platin ·                                                            | 300.000  |

## Belege
1. ↑  Angelina Mango vince il 74° Festival. Secondo Geolier. Terza Annalisa. Rai, 11. Februar 2024, abgerufen am 11. Februar 2024 (italienisch).
2. ↑  Angelina Mango. European Broadcasting Union, abgerufen am 11. Februar 2024 (englisch).
3. ↑  Angelina Mango: ecco la nuova versione de La noia per l’Eurovision. Radio Italia, 15. März 2024, abgerufen am 3. Mai 2024 (italienisch).
4. ↑  Elena Palmieri: Angelina Mango canta in spagnolo “La noia” con Álvaro de Luna. In: Rockol.it. Abgerufen am 3. Mai 2024 (italienisch).
5. ↑  „Big Five“-Regel: Warum Deutschland immer im ESC-Finale steht. In: RTL. 11. Mai 2024, abgerufen am 11. Mai 2024.
6. ↑  Niederländer Joost Klein vom ESC-Finale ausgeschlossen. In: Eurovision Song Contest Deutschland. 11. Mai 2024, abgerufen am 11. Mai 2024.
7. ↑  Das Ergebnis des ESC 2024 in Malmö: Nemo gewinnt für die Schweiz mit „The Code“. In: ESC Kompakt. 12. Mai 2024, abgerufen am 12. Mai 2024.
8. ↑  Nemo from Switzerland wins the Eurovision Song Contest 2024. In: Eurovision World. 12. Mai 2024, abgerufen am 12. Mai 2024 (englisch).
9. ↑  Stefano Gradi: Il testo di “La noia”, la canzone di Angelina Mango a Sanremo 2024. In: TV Sorrisi e Canzoni. 30. Januar 2024, abgerufen am 11. Februar 2024 (italienisch).
10. ↑  Gianni Sibilla: Angelina Mango: “La musica è condivisione, non competizione”. In: Rockol.it. 24. Januar 2024, abgerufen am 11. Februar 2024 (italienisch).
11. ↑  Andrea Laffranchi: Sanremo, i pre-ascolti: Volo, che banalità (5), fuori tempo Ricchi e Poveri (4,5), super Negramaro (8). In: Corriere.it. 15. Januar 2024, abgerufen am 11. Februar 2024 (italienisch).
12. ↑  Alessia Musillo: La Noia di Angelina Mango è una Gorgone sacra incorniciata da una palette celestiale. In: Elle Decor. 7. Februar 2024, abgerufen am 11. Februar 2024 (italienisch).
13. ↑  Archivio classifiche Top Singoli. FIMI, abgerufen am 11. Februar 2024 (italienisch).
14. ↑  Angelina Mango – La noia. Ö3 Austria Top 40, abgerufen am 26. Mai 2024.
15. ↑  Angelina Mango – La noia. Schweizer Hitparade, abgerufen am 12. Mai 2024.
16. ↑  Auszeichnung für La noia in Italien

| Vorgänger                | Beitrag                                   | Nachfolger                          |
| ------------------------ | ----------------------------------------- | ----------------------------------- |
| Due vite (Marco Mengoni) | Italien beim Eurovision Song Contest 2024 | Volevo essere un duro (Lucio Corsi) |